# Dava (dace)
Le dava (pluriel latin davae) désigne un nom géto-dace pour une cité, une bourgade ou une forteresse en Dacie. Généralement, le nom indiquait un centre clanique ou une colonie importante, généralement fortifiée. Certaines des colonies daces et des forteresses utilisaient la technique de construction traditionnelle murus dacicus.

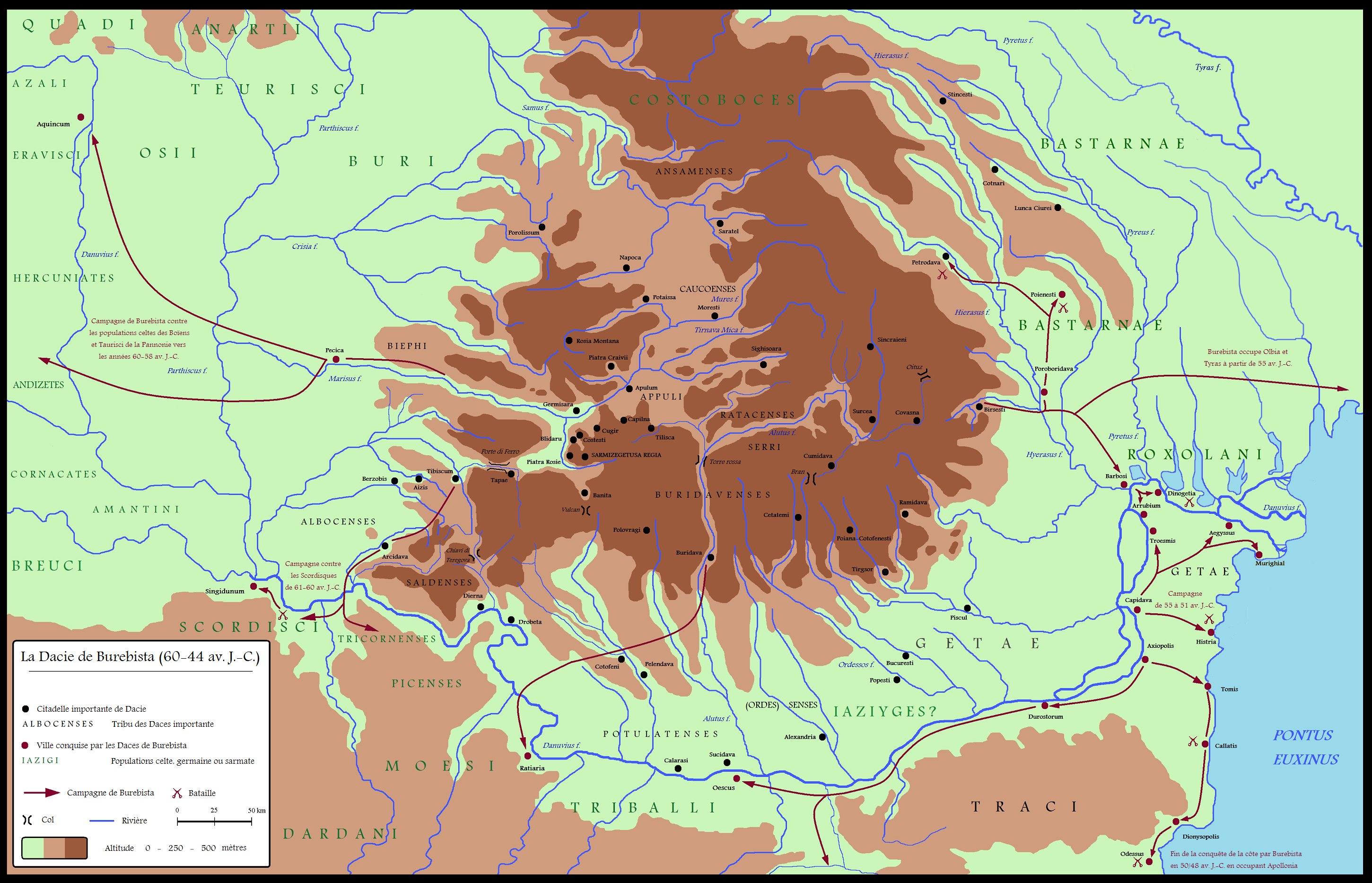
La Dacie au temps de Burebista, vers 60-44 av. J.-C.

La plupart de ces villes sont attestées par Ptolémée et datent donc au moins du 1er siècle de l'ère chrétienne.
Les villes dava se trouvent aussi au sud que les villes de Sandanski et de Plovdiv dans l'actuelle Bulgarie. Strabon a précisé que les Daces (« Daci ») sont les Gètes. Les Daces, les Gètes et leurs rois ont toujours été considérés comme des Thraces par les anciens (Dion Cassius, Trogue Pompée, Appien, Strabon, Hérodote et Pline l'Ancien), et on disait qu'ils parlaient tous la même langue thrace.

## Étymologie

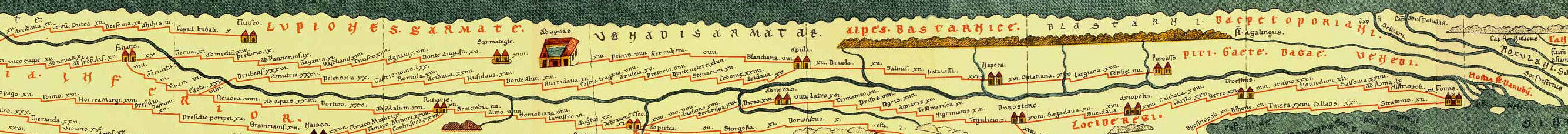
La Dacie romaine sur la Table de Peutinger

De nombreux noms de villes des Daces étaient composés d'un élément lexical initial (souvent le nom du clan) ajouté à -dava, -daua, -deva, -deba, -daba ou -dova (<PIE *dʰeh₁-, « installer, placer »). Par conséquent, le terme dava 'ville' dérive du proto-indo-européen reconstruit *dhewa 'établissement'. Une solution non indo-européenne, kartvélienne, a également été brièvement mentionnée, mais rejetée comme une occurrence aléatoire , par exemple, voir la comparaison avec daba, ville, village'.

## Liste desdavadaces

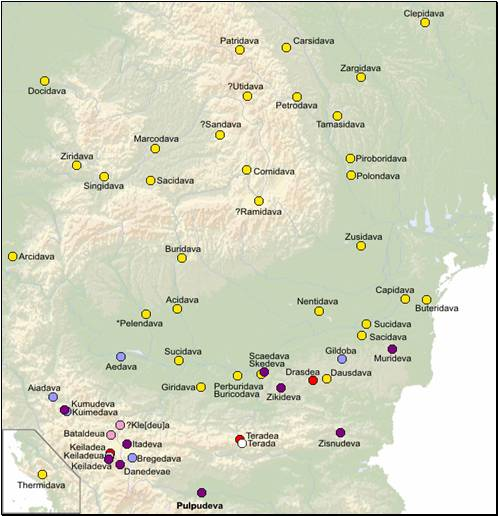
Carte des cités dava de la Dacie antique

Se trouve ci-dessous une liste de villes daces qui incluent diverses formes de dava dans leur nom. 
Liste onomastique des villes daces avec la terminaison -dava, couvrant la Dacie, la Mésie, la Thrace et la Dalmatie
- Acidava[9] (Acidaua), une ville forteresse proche du Danube[8]. Située dans l'actuel Enoșești, dans le comté d'Olt, en Roumanie
- Aedava[10] (Aedeva, Aedabe, Aedeba ou Aedadeba), placée par Procope sur la route danubienne entre Augustae et Variana[3], en Mésie (l'actuelle Bulgarie du Nord)
- Aiadava[4] (Aiadaba ou Aeadaba, grec : Αἰάδαβα[11]), était une localité de la région de Remesiana, aujourd'hui Bela Palanka, en Serbie[12].
- Argedava[9] (Argedauon, Sargedava, Sargedauon, Zargedava, Zargedauon, grec ancien : Αργεδαυον, Σαργεδαυον), mentionnée dans le décret de Dionysopolis, potentiellement la dava découverte à Popești, un district de la ville de Mihăilești, comté de Giurgiu, Roumanie et peut-être la cour/capitale de Burebista
- Argidava (Argidaua, Arcidava, Arcidaua, Argedava, Argedauon, Sargedava, Sargedauon, Zargedava, Zargedauon, grec ancien : Ἀργίδαυα, Αργεδαυον, Σαργεδαυον), potentiellement la cour/capitale de Burebista, située dans l'actuelle Vărădia, département de Caraș-Severin, Roumanie
- Bregedaba
- Buricodava[9]
- Buridava[9] ou Burridava, aujourd'hui Ocnele Mari, Roumanie
- Buteridava[9]
- Capidava[9] ou Kapidaua, une ville fortifiée sur la rive sud du bas Danube
- Carsidava ou Karsidaua
- Cumidava[9], Comidava ou Komidaua, ancienne Râșnov, Roumanie
- Dausdava, Dausadava ou Dausdavua[9], "Le sanctuaire des loups", une ville fortifiée près du Danube
- Desudaba
- Docidava ou Dokidaua
- Gildova[9] ou Gildoba, située le long de la Vistule
- Giridava[9]
- Itadeba[9] ou Itadava, dans le nord-est de la Macédoine du Nord
- Jidava[9], près Câmpulung Muscel, Roumanie Jidova[9] Klepidaua Kuimedaba Marcodava ou Markodaua Murideba Nentinava[9] ou Netindaua, ancienne Slobozia, en Roumanie, Nentivava[9], l'ancienne Oltenița, Roumanie Patridava ou Patridaua Pelendava[9] ou Pelendova, ancienne Craiova, Roumanie Perburidava Petrodava[9] ou Petrodaua située à Piatra Neamţ Piroborid ava ou Piroboridaua Pulpudeva, initialement nommé Eumolpias par les Daces. Philippe II de Macédoine conquit la région en 342-341 av. J.-C. et rebaptisa la ville Philippoupolis (grec : Φιλιππούπολις), dont le nom dace ultérieur de la ville, Pulpu-deva, est une traduction reconstituée. La ville actuelle de Plovdiv en Bulgarie.
- Quemedava, mentionnée par Procope en Dardanie[13]
- Ramidava ou Rhamidaua
- Recidava
- Rusidava[9] ou Rusidava
- Sacidava ou Sacidaba
- Sagadava
- Sandava
- Sangidaua
- Scaidava ou Skedeba
- Setidava[9] ou Setidaua, mentionnée par Ptolémée comme une colonie florissante
- Singidava ou Singidaua
- Sucidava[9], Suvidava ou Sukidaua située à Corabia, comté d'Olt, Roumanie
- Susudava[9], mentionnée par Ptolémée comme une colonie florissante
- Sykidaba
- Tamasidava ou Tamasidaua
- Thermidava, placée par Ptolémée sur la route Lissus-Naissus. Le toponyme est très probablement une mauvaise lecture d'une colonie que la plupart des chercheurs contemporains situent près de l'actuel Banat, en Serbie[14].
- Utidava ou Utidaua Zargidava ou Zargidaua Ziridava ou Ziridaua Zisnedeva[9], Zisnudeva ou Zisnudeba, situé en Mésie Dacique, Zucidaua Zisnudeba Zusidav.